# Love x Cover Songs
Albums de Yui Sakakibara
Fractal
(2012)
Compilations par Yui Sakakibara
Splash!
(2013)
Love x Cover Songs est le 1er album de reprise de Yui Sakakibara, sorti sous le label LOVE×TRAX Office le 26 mars 2014 au Japon.

## Liste des titres
| 1.  | Rondo~Revolution (輪舞-revolution)         |  |
| 2.  | 'Rashiku'Iki Masho (“らしく”いきましょ)    |  |
| 3.  | Sorairo Days (空色デイズ)                  |  |
| 4.  | Romantic Ageru Yo (ロマンティックあげるよ) |  |
| 5.  | Lum no Love Song (ラムのラブソング)        |  |
| 6.  | Naked arms                                 |  |
| 7.  | Rengoku (恋獄)                             |  |
| 8.  | Genzai no Requiem (原罪のレクイエム)       |  |
| 9.  | Hello Good Bye (ハローグッバイ)            |  |
| 10. | Aoi Kioku (青い記憶)                       |  |